# Tobias Reichmann
Tobias Reichmann (* 27. Mai 1988 in Ost-Berlin) ist ein deutscher Handballspieler aus dem brandenburgischen Rangsdorf. Der Linkshänder spielt hauptsächlich auf der Position Rechtsaußen.

## Vereinskarriere

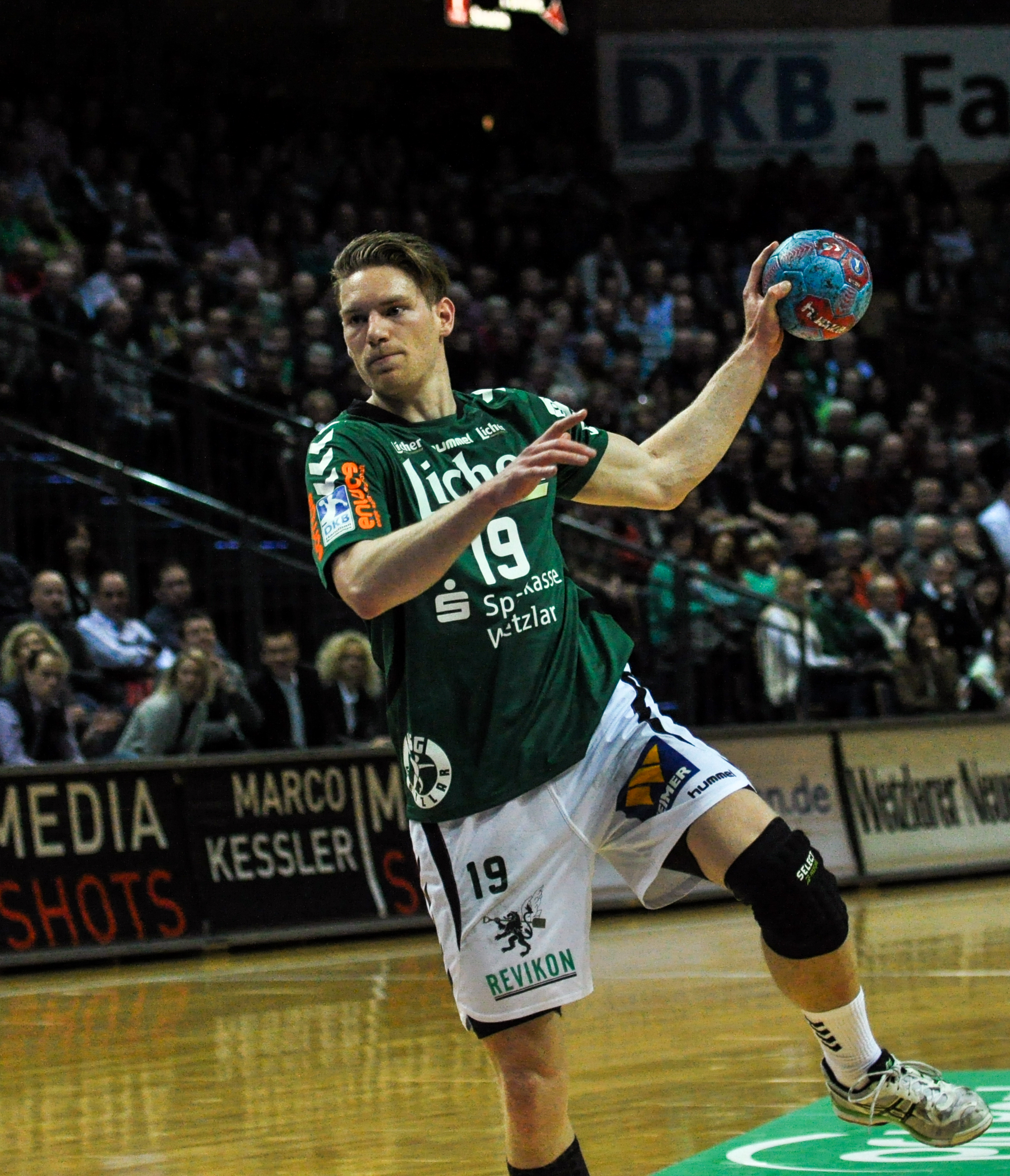
Tobias Reichmann 2014 in der Rittal Arena Wetzlar

Bereits mit 16 Jahren hatte Reichmann seine ersten Einsätze in der Regionalliga für den LHC Cottbus. Zwei Jahre später erzielte er schon 131 Feldtore. In der Saison 2006/07 schaffte er mit Cottbus den Aufstieg in die 2. Handball-Bundesliga. In der Saison 2007/08 erzielte er in der 2. Bundesliga Nord 179 Tore, davon 51 Siebenmeter. Das reichte allerdings nur für den 18. und damit letzten Platz der Liga, was zum Wiederabstieg führte. Mit der Junioren-Nationalmannschaft des DHB wurde er 2008 Vizeeuropameister in Rumänien. Danach wechselte er zur 2. Mannschaft des SC Magdeburg in die 2. Bundesliga Nord und konnte dort in 24 Spielen 102 Tore werfen. Durch eine 28:40-Niederlage gegen den HSV Hamburg schied er im DHB-Pokal in der 2. Runde aus. In dieser Saison riss er sich auch das Kreuzband und musste ein halbes Jahr pausieren. Zur Saison 2009/10 wechselte er zum THW Kiel in die 1. Bundesliga. Dort blieb er bis 2012. In seiner ersten Saison für den THW bestritt er 21 Spiele, in denen er 23 Tore warf. Am Ende der Saison wurde er Deutscher Meister und gewann die Champions League. Im DHB-Pokal schied er mit dem THW im Viertelfinale aus, nachdem sie gegen den VfL Gummersbach mit 35:28 verloren. Allerdings war er für das Spiel nicht in den Kader berufen worden. In der Saison 2010/11 wurde er im Spiel beim FC Barcelona, mit Christian Zeitz, bester Werfer seines Teams mit sieben Treffern. Am 5. Februar 2011 hatte er seinen ersten Auftritt in der Nationalmannschaft. Beim Spiel gegen das HBL All-Star Team erzielte er drei Tore. Er kam in der Liga und Champions League oft zum Einsatz, da sich Christian Sprenger häufig verletzte. Dadurch kam er bisher auf 49 Tore in der Liga und 23 Tore in der Champions League. Die meisten Tore in der Liga warf er gegen die TSV Hannover-Burgdorf, wo er sechsmal traf. Er erzielte auch sechs Tore im Spiel gegen KIF Kolding und erreichte mit dem THW das Viertelfinale der Champions League, wo er zum vierten Mal auf den FC Barcelona traf und ausschied. In der Saison nahm er auch zum ersten Mal am DHB-Pokal Final Four teil, das er mit dem THW Kiel gegen die SG Flensburg-Handewitt gewann. Dabei erzielte er ein Tor im Finale. Vom 14. bis 18. Mai 2011 nahm Reichmann mit dem THW Kiel an der Weltmeisterschaft für Vereinsmannschaften teil. Dort gewann er im Finale gegen BM Ciudad Real, wo er ebenfalls ein Tor zum Sieg beitrug. Im Mai 2012 wurde er mit dem THW Kiel Deutscher Meister und gewann sowohl den DHB-Pokal, als auch die EHF Champions League.
Anschließend wechselte Reichmann zur HSG Wetzlar, wo er schnell zu einem der Leistungsträger aufstieg. Zur Saison 2014/15 wechselte Reichmann zum polnischen Verein KS Kielce, bei dem er einen Dreijahresvertrag unterschrieben hat. Mit KS Kielce gewann er 2015 das Double aus Meisterschaft und Pokal. Am Ende der Saison 2015/16 konnte er mit Kielce die Meisterschaft und den Pokal verteidigen. Außerdem gewann er nach einem dramatischen Finale, in dem er acht Tore warf und seinen Versuch im Siebenmeterwerfen verwandelte, die EHF-Champions League und somit das Triple.
Zur Saison 2017/18 wechselte er zum deutschen Verein MT Melsungen.
In der Saison 2022/23 lief Reichmann beim Drittligisten TV Emsdetten auf.
Am 24. Januar 2024 unterschrieb Reichmann einen Vertrag bis zum Saisonende 2024 bei den Rhein-Neckar Löwen.
In der Saison 2024/25 lief Reichmann in der Hinrunde für die Füchse Berlin auf, die am Ende der Saison Deutscher Meister wurden. Reichmann beendete sein Engagement aber aufgrund privater Gründe im Januar 2025 vorzeitig. Den DHB-Supercup 2024 konnte er mit den Füchsen mit 32:30 gegen den SC Magdeburg gewinnen, Reichmann erzielte 2 Tore. In der EHF Champions League 2024/25 erreichten die Füchse erstmals das Endspiel, wo sie dem SC Magdeburg mit 26:32 unterlagen, Reichmann kam in der Gruppenphase auf 8 Einsätze und konnte 28 Tore erzielen.
Nach der Saison 2024/25 beendete er seine Karriere.

## Nationalmannschaft
Er wurde für das Länderspiel gegen Serbien am 22. September 2012 zu seinem ersten Einsatz für die deutsche Nationalmannschaft berufen. Im Januar 2013 spielte er für Deutschland bei der Weltmeisterschaft in Spanien. Bei den Olympischen Spielen 2016 in Rio de Janeiro gewann er mit dem deutschen Team die Bronzemedaille. Dafür wurde er am 1. November 2016 mit dem Silbernen Lorbeerblatt ausgezeichnet. Zur Europameisterschaft 2018 wurde er von Bundestrainer Christian Prokop in den 20er-Kader berufen, der die Vorbereitung bestritt. Am 7. Januar wurde er in den endgültigen 16er-Kader berufen. Zur Weltmeisterschaft 2019 wurde Reichmann zunächst in den 28er-Kader und danach auch in den 18er-Kader der Nationalmannschaft berufen. Am 6. Januar wurde er dann von Trainer Christian Prokop aus dem endgültigen Aufgebot gestrichen. Er spielte bei der Weltmeisterschaft 2021 im Auftaktspiel gegen Uruguay, verletzte sich dabei aber am Außenminiskus und musste die Heimreise antreten. Er stand auch im Aufgebot der Nationalmannschaft bei den Spielen der XXXII. Olympiade im Jahr 2021 in Tokio, reiste von dort aber ohne Einsatz wieder nach Hause. Für die Europameisterschaft 2022 wurde er zur Hauptrunde nach zwölf positiven COVID-19-Tests nachnominiert.
Er absolvierte bisher 106 Spiele, in denen er 291 Tore erzielte.

## Bilanzen
Stand: August 2013

### Nationale Ligawettbewerbe
| Saison               | Verein               | Spielklasse          | Spiele | Tore | 7-Meter | Feldtore |    |    |   |
| -------------------- | -------------------- | -------------------- | ------ | ---- | ------- | -------- | -- | -- | - |
| 2004/05              | LHC Cottbus          | Regionalliga Mitte   | 3      | 3    | 0/0     | 3        | -  | -  | - |
| 2005/06              | LHC Cottbus          | Regionalliga Nordost | 24     | 39   | 0/0     | 39       | -  | -  | - |
| 2006/07              | LHC Cottbus          | Regionalliga Nordost | 31     | 131  | 0/0     | 131      | -  | -  | - |
| 2007/08              | LHC Cottbus          | 2. Bundesliga Nord   | 33     | 179  | 51/70   | 128      | 8  | 9  | 2 |
| 2008/09              | SC Magdeburg II      | 2. Bundesliga Nord   | 24     | 102  | 29/36   | 73       | 2  | 5  | 0 |
| 2009/10              | THW Kiel             | 1. Bundesliga        | 21     | 23   | 0/0     | 23       | 1  | 0  | 0 |
| 2010/11              | THW Kiel             | 1. Bundesliga        | 30     | 55   | 0/0     | 55       | 9  | 3  | 0 |
| 2011/12              | THW Kiel             | 1. Bundesliga        | 27     | 37   | 0/0     | 37       | 4  | 3  | 0 |
| 2012/13              | HSG Wetzlar          | 1. Bundesliga        | 34     | 126  | 0/0     | 126      | 11 | 12 | 0 |
| 2013/14              | HSG Wetzlar          | 1. Bundesliga        | 31     | 98   | 22/24   | 76       | 5  | 7  | 0 |
| 2017/18              | MT Melsungen         | 1. Bundesliga        | 31     | 132  | 39/48   | 93       | 5  | 8  | 0 |
| 2018/19              | MT Melsungen         | 1. Bundesliga        | 30     | 136  | 50/59   | 86       | 5  | 7  | 1 |
| 2019/20              | MT Melsungen         | 1. Bundesliga        | 25     | 69   | 16/23   | 53       | 3  | 3  | 0 |
| 2020/21              | MT Melsungen         | 1. Bundesliga        | 32     | 82   | 52/72   | 30       | 3  | 4  | 0 |
| 2021/22              | MT Melsungen         | 1. Bundesliga        | 24     | 84   | 56/62   | 28       | 1  | 4  | 0 |
| 2023/24              | Rhein-Neckar Löwen   | 1. Bundesliga        | 15     | 78   | 42/53   | 36       | 0  | 4  | 1 |
| 1. Bundesliga Gesamt | 1. Bundesliga Gesamt | 1. Bundesliga Gesamt | 300    | 919  | 277/341 | 642      | 47 | 55 | 2 |

### DHB-Pokal
Das ist die Einzelstatistik zum DHB-Pokal. Dort nahm Tobias Reichmann zum ersten Mal in der Saison 2007/08 mit dem LHC Cottbus, teil. Die Statistiken für die Saison 2007/08 und 2008/09 sind unvollständig, da es keine Berichte von den Erstrundenspielen gibt. Bei den bisherigen fünf Teilnahmen gewann er zweimal den Titel, in der Saison 2010/11 und in der Saison 2011/12 mit dem THW Kiel.
Stand: 18. August 2012
| Saison  | Verein          | Spielklasse | Spiele | Tore | Ø    | 7-Meter | Feldtore |   |   |   |
| ------- | --------------- | ----------- | ------ | ---- | ---- | ------- | -------- | - | - | - |
| 2007/08 | LHC Cottbus     | DHB-Pokal   | 1      | 5    | 5,00 | 3/3     | 2        | 0 | 0 | 0 |
| 2008/09 | SC Magdeburg II | DHB-Pokal   | 1      | 4    | 4,00 | 1/2     | 3        | 0 | 0 | 0 |
| 2009/10 | THW Kiel        | DHB-Pokal   | 1      | 0    | 0,00 | 0/0     | 0        | 0 | 0 | 0 |
| 2010/11 | THW Kiel        | DHB-Pokal   | 5      | 9    | 1,80 | 0/0     | 9        | 0 | 0 | 0 |
| 2011/12 | THW Kiel        | DHB-Pokal   | 6      | 7    | 1,20 | 0/0     | 7        | 0 | 0 | 0 |
| 2012/13 | HSG Wetzlar     | DHB-Pokal   |        |      |      |         |          |   |   |   |
| 2013/14 | HSG Wetzlar     | DHB-Pokal   |        |      |      |         |          |   |   |   |
| Gesamt  | Gesamt          | Gesamt      | 14     | 25   | 1,79 | 4/5     | 21       | 0 | 0 | 0 |

### Champions League
An der Champions League nahm Tobias Reichmann zum ersten Mal mit dem THW Kiel in der Saison 2009/10 teil und kam hinter Christian Sprenger nur zu kurzen Einsätzen. Seine zweite Saison verlief deutlich besser, auch durch den Ausfall von Christian Sprenger bekam er mehr Einsatzzeit. Bei den bisherigen drei Teilnahmen konnte er zweimal den Titel, in der Saison 2009/10 und in der Saison 2011/12 mit dem THW, gewinnen.
Stand: 18. August 2012
| Saison  | Verein   | Spielklasse      | Spiele | Tore | Ø    | 7-Meter | Feldtore |   |   |   |
| ------- | -------- | ---------------- | ------ | ---- | ---- | ------- | -------- | - | - | - |
| 2009/10 | THW Kiel | Champions League | 10     | 4    | 0,40 | 0/0     | 4        | 0 | 1 | 0 |
| 2010/11 | THW Kiel | Champions League | 14     | 23   | 1,64 | 0/0     | 23       | 1 | 0 | 0 |
| 2011/12 | THW Kiel | Champions League | 14     | 10   | 0,70 | 0/0     | 10       | 1 | 0 | 0 |
| Gesamt  | Gesamt   | Gesamt           | 38     | 37   | 0,97 | 0/0     | 37       | 2 | 1 | 0 |

### Vereins-Weltmeisterschaft
Hier sieht man die Einzelstatistik zur Vereins-Weltmeisterschaft der Herren. Mit dem THW Kiel nahm er zum ersten Mal in der Saison 2010/11 teil, wo das Turnier in Doha ausgetragen wurde. Dort konnte er in vier Spielen, unter anderem gegen Ciudad Real, 15 Treffer verbuchen und musste eine gelbe Karte hinnehmen. Sein Toreschnitt beim Super Globe liegt bei 3,75 Toren/Spiel. Er konnte gleich bei seiner ersten Teilnahme das Turnier gewinnen.

Stand: 18. Mai 2011
| Saison  | Verein   | Spielklasse | Spiele | Tore | Ø    | 7-Meter | Feldtore |   |   |   |
| ------- | -------- | ----------- | ------ | ---- | ---- | ------- | -------- | - | - | - |
| 2010/11 | THW Kiel | Super Globe | 4      | 15   | 3,75 | 0/0     | 15       | 1 | 0 | 0 |
| Gesamt  | Gesamt   | Gesamt      | 4      | 15   | 3,75 | 0/0     | 15       | 1 | 0 | 0 |

## Erfolge

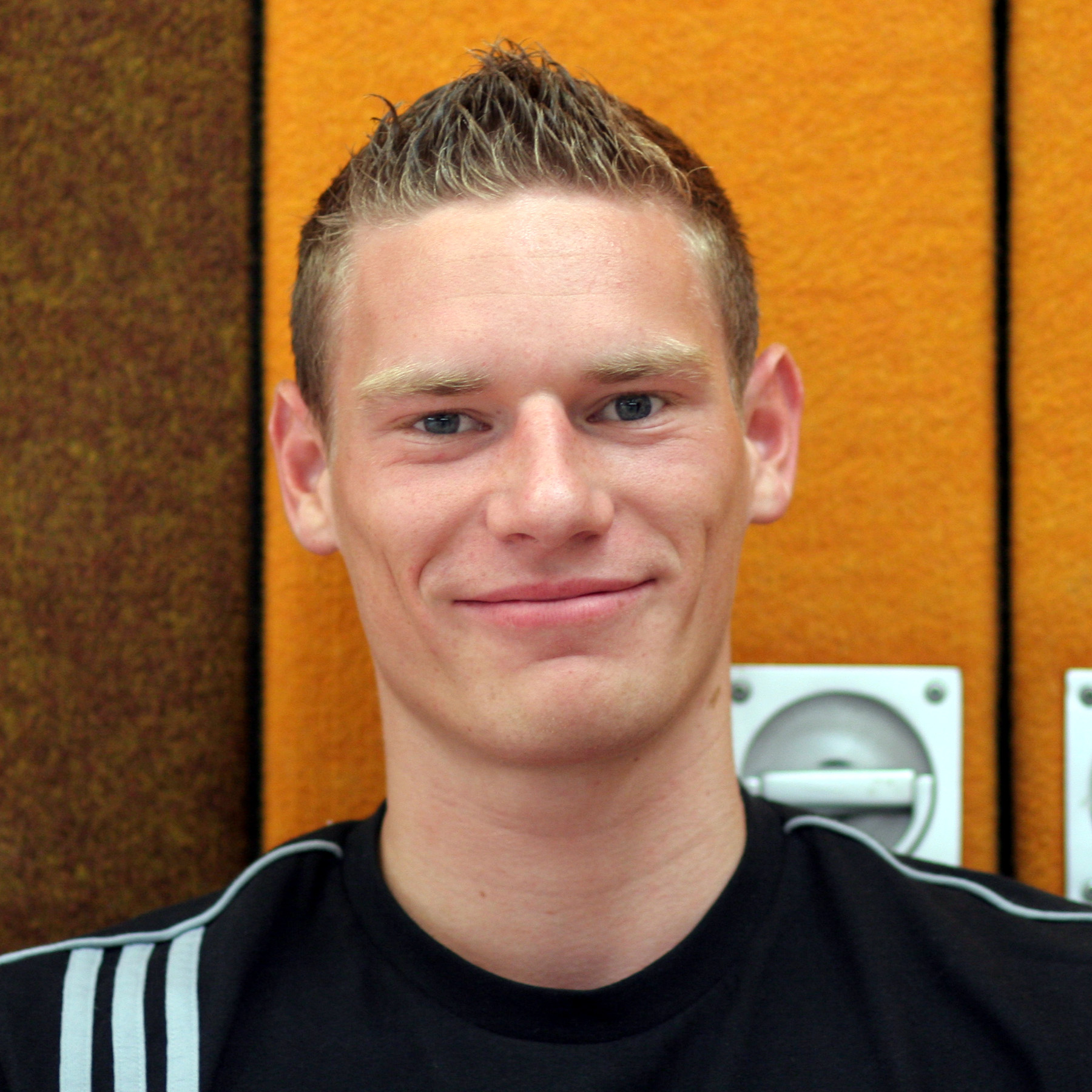
Tobias Reichmann im August 2010

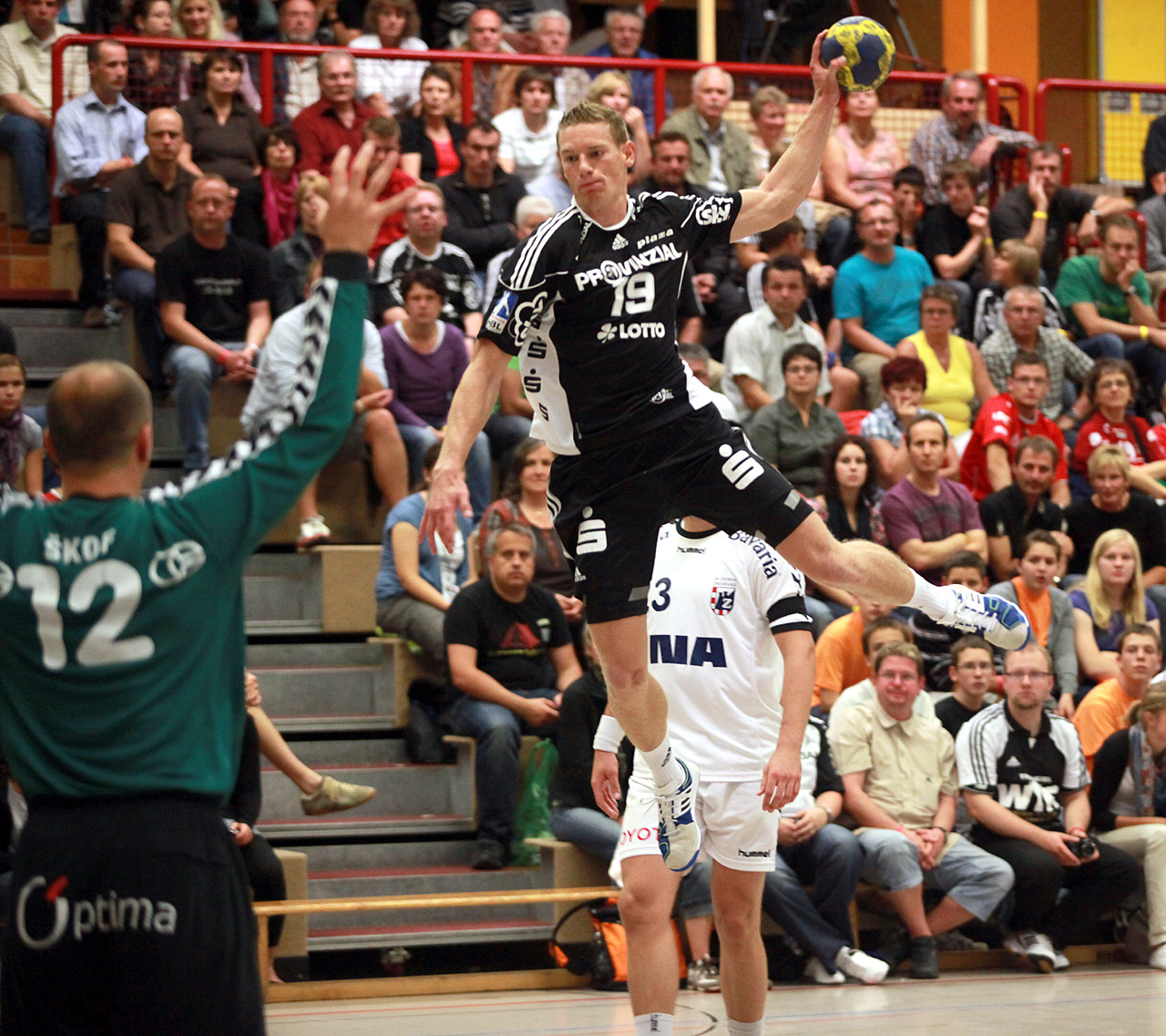
Tobias Reichmann in einem Spiel gegen RK Zagreb im August 2010

### Nationalmannschaft
- Europameister 2016
- Bronzemedaille bei den Olympischen Spielen 2016
- 5. Platz Weltmeisterschaft 2013
- Junioren-Vizeeuropameister 2008

### Vereine
- THW Kiel
  - Champions-League: 2010, 2012
  - Deutscher Meister: 2010, 2012
  - DHB-Pokal: 2011, 2012
  - DHB-Supercup: 2011
  - Super Globe: 2011
- KS Kielce
  - Champions-League: 2016
  - Polnischer Meister: 2015, 2016, 2017
  - Polnischer Pokalsieger: 2015, 2016, 2017
- Füchse Berlin
  - Deutscher Meister: 2025
  - DHB-Supercup: 2024
- LHC Cottbus
  - Aufstieg in die 2. Handball-Bundesliga: 2007